# Mattar & Scheler

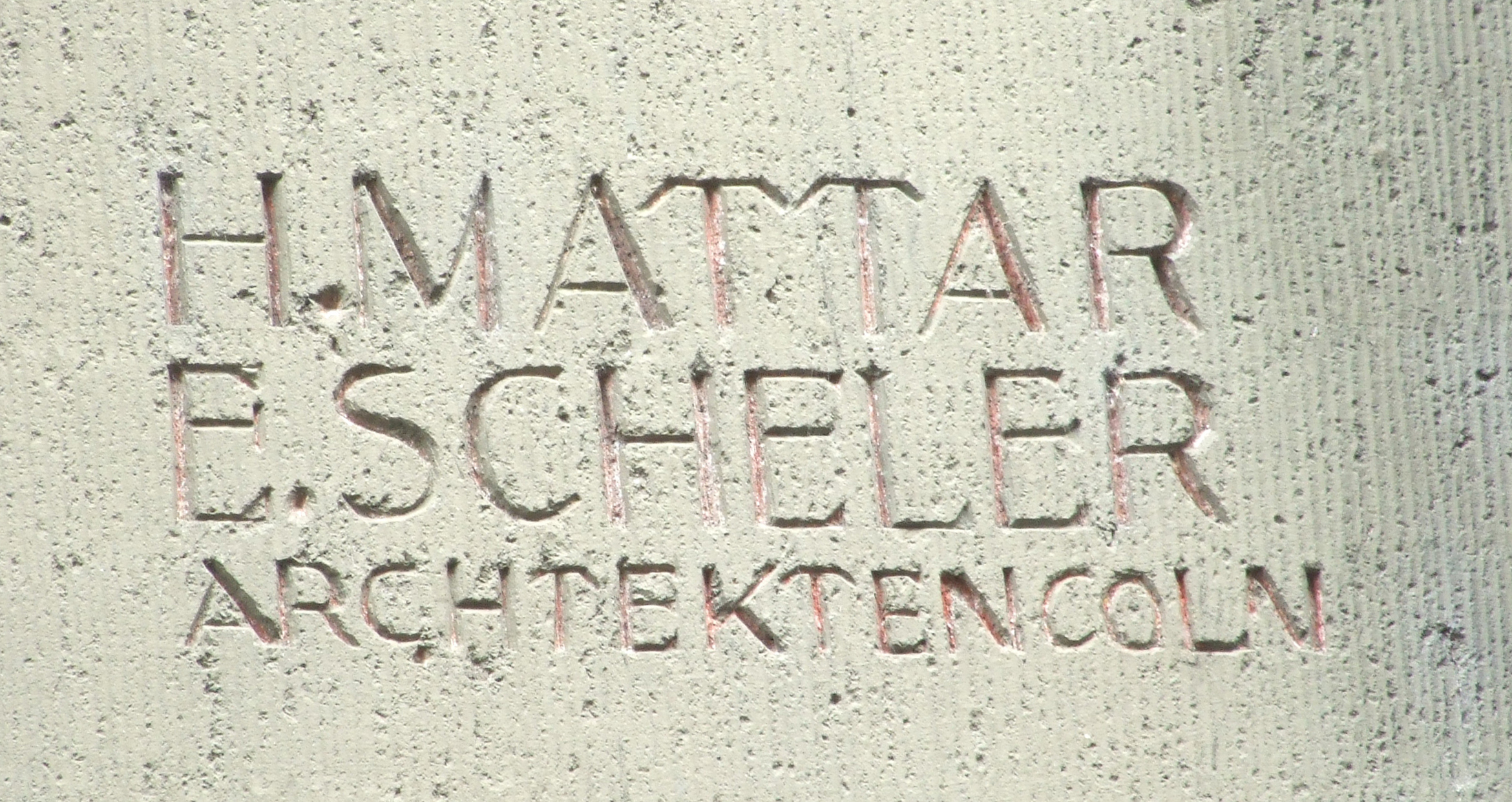
Architektengravur am ehemaligen Textilhaus Hirsch in Linz am Rhein

Mattar & Scheler war eine 1908 gegründete Architektensozietät in Köln, München und Linz am Rhein, die von den deutschen Architekten Heinrich Mattar (1881–1951) und Eduard Scheler (1883–1964) geführt wurde.
Die von Mattar & Scheler ausgeführten Bauten stehen teilweise unter Denkmalschutz und wurden insbesondere im zeitgenössischen Heimatschutzstil errichtet.

## Bauten und Entwürfe (Auswahl)

### Bauten in Linz am Rhein
| Bauzeit   | Adresse                                  | Bild           | Objekt | Maßnahme                                                  | Anmerkungen                                           |
| --------- | ---------------------------------------- | -------------- | --- | --------------------------------------------------------- | ----------------------------------------------------- |
| 1913      | Rheinstraße 1 Lage                       | weitere Bilder | Wohn- und Geschäftshaus (Textilhaus Hirsch) als dreieinhalbgeschossiger Eisenbetonbau:12                                                 | Neubau                                                    | erster Stahlbetonbau in Linz am Rhein; Denkmalschutz  |
| 1914–1915 | Oberlöh 8 Lage                           |                | Villa:13 | Neubau                                                    | Denkmalschutz                                         |
| 1914–1915 | Linzhausenstraße 22 Lage                 |                | Wohnhaus (Bauherr: Basalt AG):14 | Neubau                                                    | 1924 angebaut; erhalten                               |
| 1920      | Asbacher Straße 123–125 Lage             |                | Wohnanlage für 12 Familien (Bauherr: Basalt AG):19                                                                                       | Neubau                                                    | Denkmalschutz                                         |
| 1920–1921 | In der Au 4 Lage                         | weitere Bilder | Direktorenvilla der Basalt AG:15 | Neubau                                                    | 1924 angebaut; erhalten                               |
| 1920–1921 | Vor dem Leetor 15 Lage                   | weitere Bilder | Pferdestall (erbaut 1897) | Umbau zum Wohn- und Garagenhaus der Basalt AG:20/21       | Denkmalschutz                                         |
| 1920–1922 | Linzhausenstraße 18/20 Lage              | weitere Bilder | Verwaltungsgebäude der Basalt AG als repräsentativer elfachsiger Bau unter Mansarddach:16–18                                             | Neubau                                                    | Denkmalschutz                                         |
| 1921–1922 | (nordöstlich der Stadt) Lage             | weitere Bilder | Sterner Hütte, Basaltsteinwerk der Basalt AG:22                                                                                          | Neubau                                                    | Denkmalschutz; heute Reparaturwerkstatt der Basalt AG |
| 1922      | Altenbachstraße 10 Lage                  |                | Wohnhaus für sechs Familien (Bauherr: Basalt AG):25                                                                                      | Neubau                                                    | erhalten                                              |
| 1922      | Am Schoppbüchel 13/13a Lage              |                | Doppelwohnhaus (Bauherr: Basalt AG):26                                                                                                   | Neubau                                                    | erhalten                                              |
| 1922      | In der Au 2 Lage                         | weitere Bilder | Wohnhaus (Bauherr: Hans Barkhausen, Vorstandsmitglied der Basalt AG):27/28                                                               | Neubau                                                    | Denkmalschutz                                         |
| 1922–1924 | Kretzhaus/Kalenborn Asbacher Straße Lage |                | Produktionsanlagen der Schmelzbasalt AG: Verwaltungsgebäude, Fabrikhallen, Wasserturm; Wohnhaus des Direktors (Asbacher Straße 65):23/24 | Neubau                                                    | heute Kalenborn Kalprotect                            |
| 1925      | Am Sändchen 34 Lage                      | weitere Bilder | Geschäftshaus einer Sektkellerei:29 | Umbau eines Wohnhauses                                    | Denkmalschutz                                         |
| 1925–1926 | Asbacher Straße 130–132 Lage             | weitere Bilder | Wohnblock für Angestellte der Reichsbahn:30                                                                                              | Neubau                                                    | erhalten                                              |
| 1927–1928 | Linzhausenstraße 11 Lage                 | weitere Bilder | Wohnhaus:32/33 | Umbau                                                     | erhalten                                              |
| 1928–1929 | Kaiserbergstraße 3 Lage                  |                | Wohnhaus:34 | Neubau                                                    | erhalten                                              |
| 1931      | Kaiserbergstraße Lage                    | weitere Bilder | Katholische Pfarrkirche St. Martin | Treppenanlage Nordseite, Vergrößerung der Sängerempore:48 |                                                       |
| 1931–1932 | Kirchplatz                               |                | Kindergarten auf dem Gelände der ehemaligen Vikarie der St.-Martins-Kirche:34:48                                                         | Neubau                                                    |                                                       |
| 1932      | Am Sändchen 22 Lage                      |                | Wohnhaus:35 | Umbau                                                     | erhalten                                              |
| 1933      | Oberlöh 31 Lage                          |                | Wohnhaus:36 | Neubau                                                    | erhalten                                              |
| 1934      | In der Au 43 Lage                        | weitere Bilder | Wohnhaus:37 | Neubau                                                    | erhalten                                              |
| 1934–1935 | Oberlöh 38 Lage                          | weitere Bilder | Wohnhaus:38 | Neubau                                                    | erhalten                                              |
| 1935      | In der Au 39 Lage                        | weitere Bilder | Wohnhaus:39 | Neubau                                                    | erhalten                                              |
| 1935–1936 | Beethovenstraße 4 Lage                   | weitere Bilder | Wohnhaus:40 | Neubau                                                    | erhalten                                              |
| 1936      | Altenbachstraße 15 Lage                  |                | Wohnhaus als zweigeschossiger Klinkerbau:41                                                                                              | Neubau                                                    | erhalten                                              |
| 1937      | Beethovenstraße 1 Lage                   | weitere Bilder | Wohnhaus:42 | Neubau                                                    | erhalten                                              |
| 1937      | Im Bondorf 39 Lage                       |                | Wohnhaus:43 | Neubau                                                    | erhalten                                              |
| 1937–1938 | Saarlandstraße 12 Lage                   | weitere Bilder | Wohnhaus:44 | Neubau                                                    | erhalten                                              |

### Bauten außerhalb von Linz am Rhein
| Bauzeit   | Gemeinde Ortsteil                             | Adresse                                | Bild           | Objekt | Maßnahme            | Anmerkungen                                                      |
| --------- | --------------------------------------------- | -------------------------------------- | -------------- | --- | ------------------- | ---------------------------------------------------------------- |
| 1911–1913 | Königsberg (Ostpreußen) Stadtteil Maraunenhof |                                        |                | evang. Herzog-Albrecht-Gedächtniskirche (als Folgeprojekt des Wettbewerbs von 1908, s. u.)                                | Neubau              | kriegsbeschädigt, 1972 abgebrochen                               |
| um 1912   | Köln Stadtteil Lindenthal                     | (am Stadtwaldgürtel)                   |                | Doppelvilla:881 | Neubau              |                                                                  |
| 1912–1913 | Köln Stadtteil Marienburg                     | Marienburger Straße 25 Lage            |                | Villa (Bauherr: Mattar & Scheler):465/466                                                                                 | Neubau              | kriegszerstört, 1950 verändert wiederaufgebaut, 1984 abgebrochen |
| 1913–1914 | Köln Stadtteil Marienburg                     | Lindenallee 5                          |                | Villa (Bauherr: Gottfried Wegelin, Fabrikant):378                                                                         | Neubau              | um 1970 abgebrochen                                              |
| 1920–1921 | Köln Stadtteil Riehl                          | Theodor-Schwann-Straße 16–18. Lage     |                | Doppelvilla für britische Besatzungsoffiziere (Hauptleute):881                                                            | Neubau              | Denkmalschutz                                                    |
| 1921–1922 | Köln Stadtteil Höhenberg                      | Meininger Straße / Germaniastraße Lage |                | Siedlungshäuser:881 | Neubau              |                                                                  |
| 1921–1922 | Altenglan                                     | Friedelhauser Straße 11 Lage           |                | (ehemaliges) Verwaltungsgebäude der Basalt AG; neubarocker Bau unter Walmdach, mit rückwärtigem Remisen- und Stallgebäude | Neubau              | Denkmalschutz                                                    |
| 1921–1922 | Bonn Stadtteil Mehlem                         | Rüdigerstraße 42 Lage                  |                | Villa | Neubau              | Denkmalschutz                                                    |
| 1922–1924 | Eßweiler Wohnplatz Schneeweiderhof            | Lage                                   |                | als Arbeiterwohnsiedlung errichtete Kolonie auf dem Gelände des „Schneeweiderhofs“                                        | Neubau              |                                                                  |
| 1926–1928 | Neuwied                                       | Raiffeisenplatz 1a Lage                | weitere Bilder | Kreismuseum; dreigeschossiger kubischer Putzbau in klassizistischen Formen:31                                             | Neubau              | Denkmalschutz; heute „Roentgenmuseum“                            |
| 1927–1928 | Köln Stadtteil Sülz                           | Emmastraße 6 Lage                      | weitere Bilder | evangelisches Gemeindezentrum Tersteegenhaus                                                                              | Neubau              |                                                                  |
| 1928      | Köln Stadtteil Marienburg                     | Pferdmengesstraße 30 Lage              |                | Doppelvilla | Erweiterung:641/642 | stark verändert erhalten                                         |
| 1928–1929 | Köln Stadtteil Buchforst                      | Fraunhoferstraße/Besselstraße Lage     |                | Siedlungshäuser:881 | Neubau              |                                                                  |

### Nicht ausgeführte Entwürfe
- 1908:–9999 Königsberg (Ostpreußen), Stadtteil Maraunenhof, zwei Wettbewerbsentwürfe für den Neubau einer evang. Kirche mit Wohngebäuden für die Tragheimer Kirchengemeinde (prämiert mit dem 1. Preis und einem Ankauf des Entwurfs „Dominante“)[11][12]
- 1909:–9999 Neunkirchen (Saar), Wettbewerbsentwurf für eine katholische Kirche (prämiert mit einem von vier gleichrangigen Preisen)[13][14]
- 1909:–9999 Memmingen, Wettbewerbsentwurf für eine katholische Kirche (lobende Anerkennung)[7]:881
- 1909:–9999 Dresden, Stadtteil Plauen, Wettbewerbsentwurf für ein Rathaus (lobende Anerkennung)[7]:881
- 1909/1910:. Köln, Wettbewerbsentwurf für eine Kunstgewerbeschule (Ankauf)[7]:881
- 1911:–9999 Sablou (heute Stadtteil von Metz), Wettbewerbsentwurf zu einer katholischen Kirche (Ankauf)[15]
- 1911:–9999 Köln, Wettbewerbsentwurf für das Kaufhaus Tietz (heute Kaufhof), erbaut nach einem Entwurf von Wilhelm Kreis[2]:6
- 1913:–9999 Köln, Wettbewerbsentwurf für ein Konservatorium der Musik (Ankauf)[7]:881
- 1913:–9999 Köln, Stadtteil Ehrenfeld, Wettbewerbsentwurf für eine evangelische Kirche, Pfarrhaus und Volksschule (Ankauf)[7]:881

## Rezeption
„Mattar und Scheler praktizierten eine Art ‚rheinischen Sonderweg‘ in ihrer Architektur, der zwischen barocker Repräsentation und Funktionsbau pendelt und völlig von den zeitgleichen Strömungen des Bauhauses oder ihrer rheinischen Ausprägungen im Werk des Kölner Architekten Wilhelm Riphan unbeeinflusst bleibt.“